# Benjamin Godard

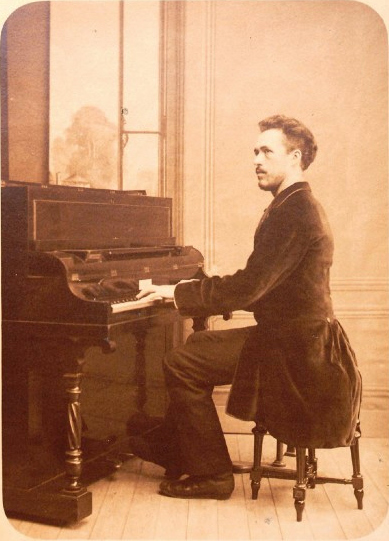
Benjamin Godard

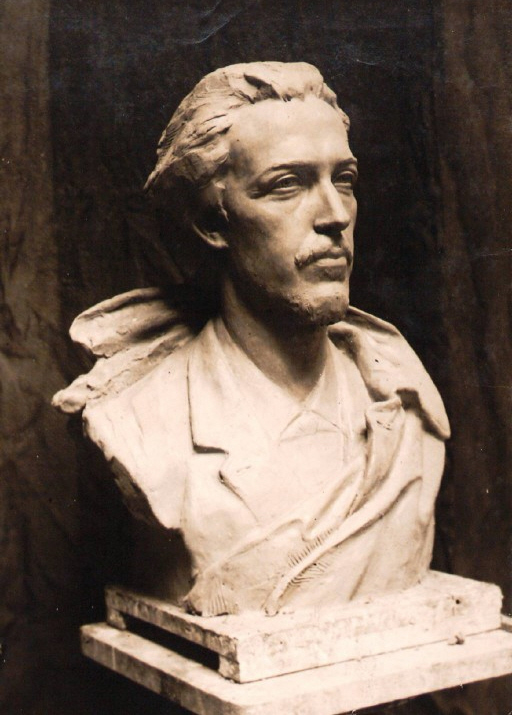
Borstbeeld van Godard door Ernest-Charles Diosi

Benjamin Louis Paul Godard (Parijs, 18 augustus 1849 - Cannes, 10 januari 1895) was een Frans componist. 

## Levensloop
Godard studeerde aan het conservatorium van Parijs compositie bij Napoléon-Henri Reber  en viool bij Richard Hammer en Henri Vieuxtemps. Als zeventienjarige componeerde hij zijn eerste vioolsonate. In 1878 kreeg hij zowel de Prix Chartier als de Prix de la Ville de Paris voor zijn 'symphonie dramatique' Le Tasse. Vanaf 1887 was hij docent aan het conservatorium. 
Godard componeerde zes opera's, vijf symfonieën, twee Pianoconcerten en twee vioolconcerten, strijkkwartetten, sonates voor viool en piano, pianostukken en -etudes en meer dan honderd liederen. Hij was een fel tegenstander van Wagner om zijn muziek zowel als zijn antisemitisme, en componeerde in een behoudende stijl die geïnspireerd is op Mendelssohn en Schumann. Tot zijn beste werken worden gerekend de vierde vioolsonate (1872), de beide vioolconcerten (1876, 1891), de Symphonie légendaire (1886) en de opera Jocelyn (1888), waaruit zijn populairste stuk, de Berceuse, afkomstig is.  
Hij werd in 1889 ridder in het Legioen van Eer. Godard stierf op 45-jarige leeftijd in Cannes aan tuberculose en werd bijgezet in het familiegraf in Taverny in het Franse departement Val-d'Oise.

## Werken (selectie)
- Le Tasse, dramatische symfonie voor solostemmen, koren en orkest, 1878
- Symphonie Ballet
- Symphonie gotique
- Symphonie orientale
- Symphonie légendaire
- Sonate fantastique in C majeur voor piano
- Sonate in f-mineur voor piano
- Les Guelfes, opera, 1880-1882
- Pedro de Zalaméa, opera, 1884
- Jocelyn, opera, 1888
- Dante, opera, 1890
- Ruy Blas, opera, 1891
- La Vivandière, komische opera, 1895, orkestratie voltooid door Paul Vidal
- Concerto romantique in A-majeur, op. 35 (vioolconcert nr. 1)
- Scènes Poétiques voor orkest, op. 46
- Pianotrio nr. 2 op. 72 in F-majeur
- Suite de trois morceaux, op. 116
- Vioolconcert nr. 2 in g-mineur, op. 131
- Pianoconcert Nr.1 in A-mineur, Op.31, 1875
- Pianoconcert Nr.2 in G-mineur, Op.148, 1893
- Introductie en Allegro voor piano en orkest, Op.49, 1880
- Vier sonates voor viool en piano:
  1. in c-mineur, op. 1, 1866
  2. in a-mineur, op. 2, 1867
  3. in g-mineur, op. 9, 1869
  4. in As-majeur, op. 12, 1872
- Duettini voor twee violen en piano, 1872